# Wilhelm Camphausen
Wilhelm Camphausen est un peintre prussien né le 8 février 1818 à Düsseldorf, mort le 18 juin 1885 dans la même ville.

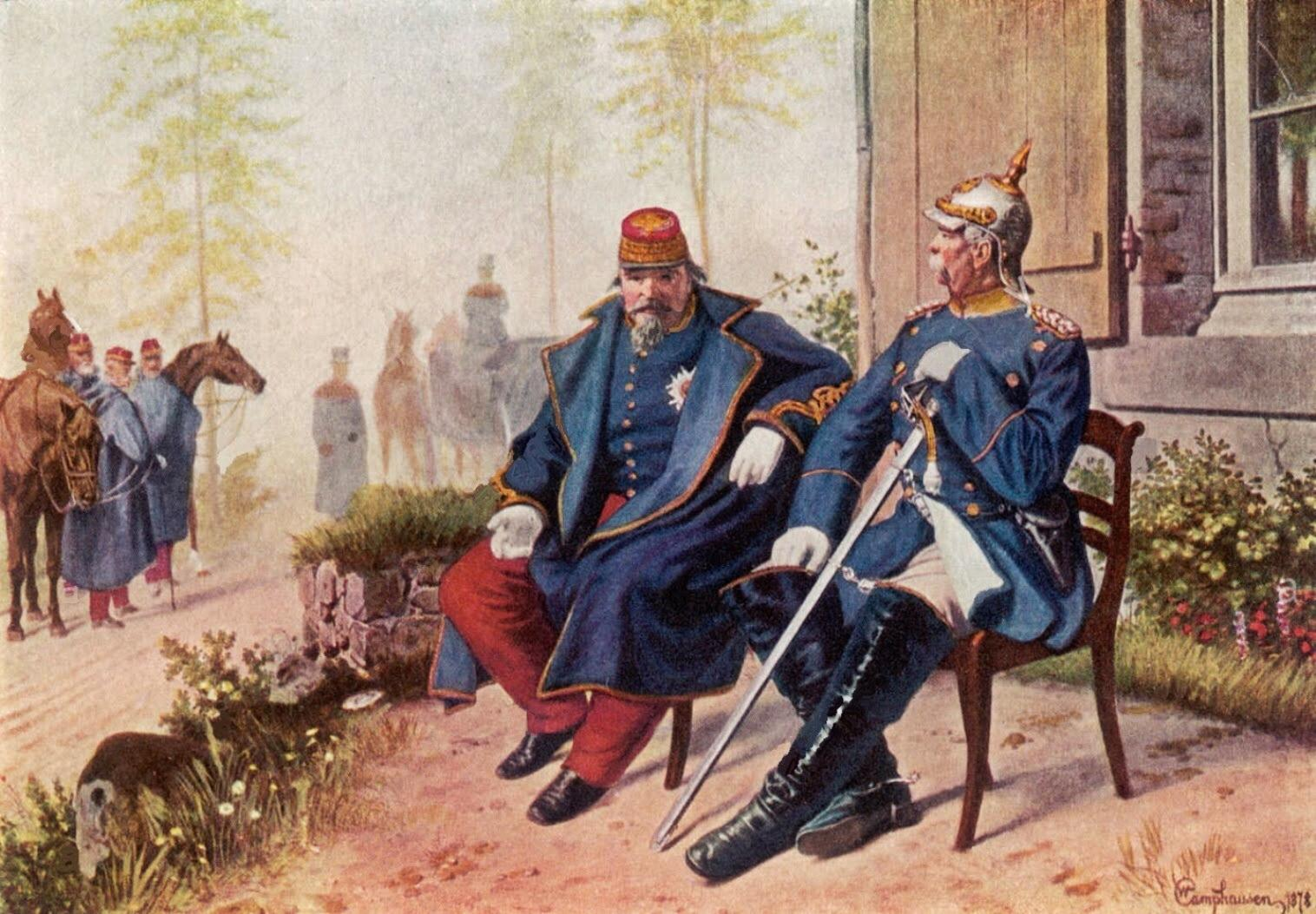
Napoléon III et Bismarck, le 2 septembre à Donchery, entrevue après la bataille de Sedan. Reproduction d'une œuvre de Camphausen.
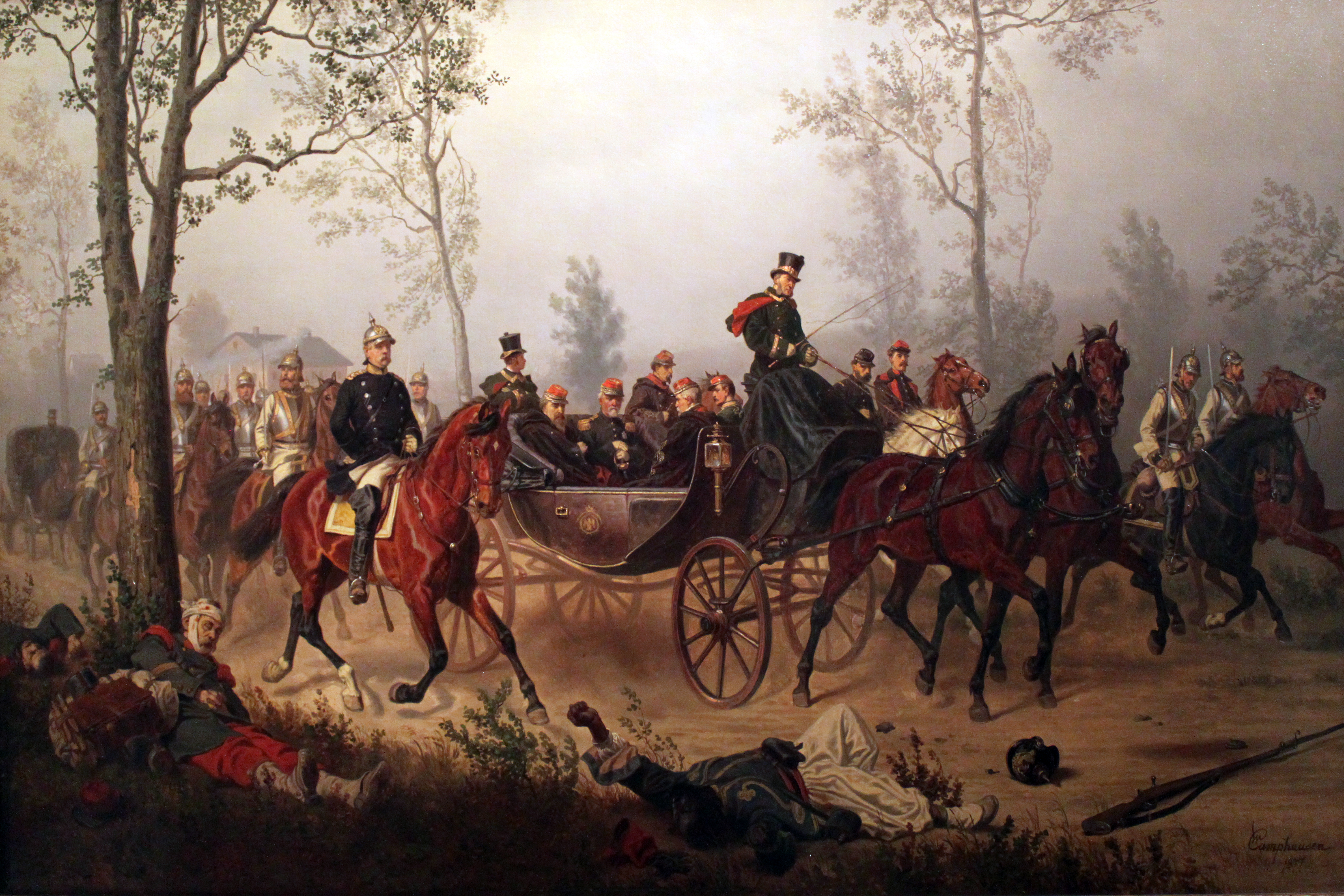
Napoléon III et Bismarck à Sedan

## Biographie
Élève d'Alfred Rethel, il devint professeur à l'académie de Düsseldorf, et se fit une réputation de peintre de batailles et de scènes historiques.